# Kensington System
Als Kensington System (auch bekannt als Kensington-Quintett) wird das Vorgehen bezeichnet, mit dem sich in den Jahren zwischen 1820 und 1837 John Conroy über eine mögliche britische Regentschaft der Herzogin von Kent – die Mutter der späteren Königin Victoria – Einfluss auf die britische Politik sichern wollte.

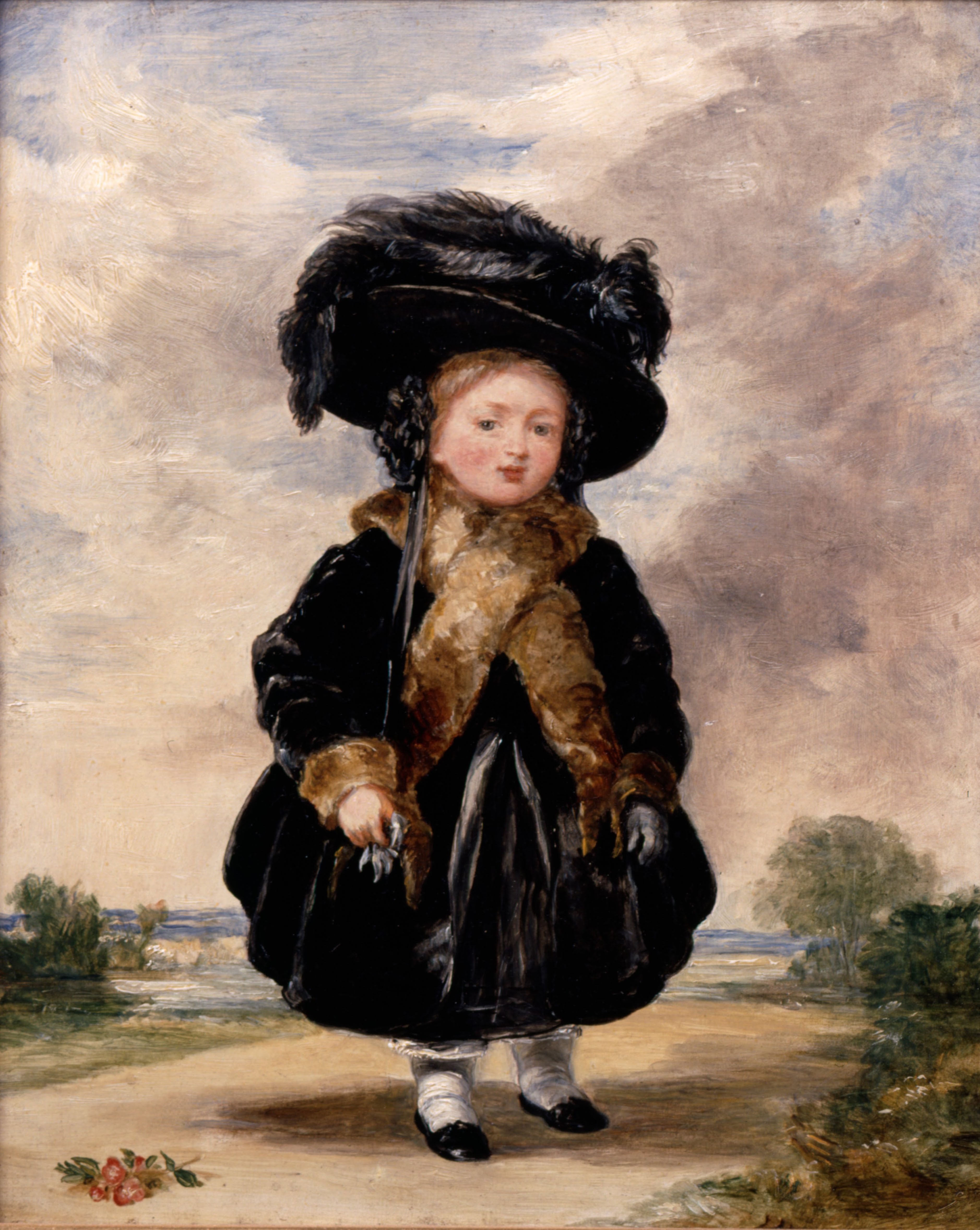
Prinzessin Victoria im Alter von vier Jahren

Zum sogenannten Kensington-Quintett gehörten neben Conroy auch die Hofdame der Herzogin Lady Flora Hastings und Victorias Halbbruder Karl von Leiningen. Diese Gruppe verfolgte drei Absichten: Victorias Popularität sollte durch die Isolierung von den politischen und moralischen Einflüssen des königlichen Hofes gesteigert werden, falls eine Regentschaft der Herzogin notwendig werden sollte, diese zu verteidigen und John Conroy die Position eines Privatsekretärs der Königin zu sichern.

## Hintergrund
Die Herzogin war aus der Ehe mit Edward Augustus, Duke of Kent and Strathearn Mutter der Prinzessin Victoria. Diese stand zum Zeitpunkt ihrer Geburt an fünfter Stelle in der britischen Thronfolge. Vor ihr in der Thronfolge standen ihr Vater und seine älteren Brüder Georg, Friedrich August und Wilhelm. Die Ehe des britischen Prinzregenten Georg mit Caroline von Braunschweig war vollständig zerrüttet, es war unwahrscheinlich, dass aus dieser Ehe noch legitime Thronfolger hervorgehen würden. Prinz Friedrich August starb kinderlos 1827. Prinz Wilhelm hatte zwar nicht weniger als zehn illegitime Kinder, seine beiden Töchter aus der Ehe mit Adelheid von Sachsen-Meiningen starben allerdings kurz nach der Geburt. 
Der Duke of Kent, der 1820, knapp acht Monate nach der Geburt seiner Tochter verstarb, hatte John Conroy zu seinem Nachlassverwalter ernannt. Dieser nutzte seine Rolle aus, um zunehmend auf den Haushalt der Duchess of Kent Einfluss zu gewinnen. Er setzte darauf, dass die Ehen der älteren Brüder des Duke sämtlich kinderlos bleiben und damit Prinzessin Victoria auf dem britischen Thron nachfolgen würde. Angesichts des hohen Alters der Brüder würde dies vermutlich zu einem Zeitpunkt erfolgen, zu dem die Prinzessin noch unmündig war. In diesem Falle würde vermutlich die Duchess of Kent zur britischen Regentin ernannt werden, die an Stelle ihrer noch nicht volljährigen Tochter die Herrschaft ausüben würde. Darüber könnte ihm dann Einfluss und Macht zukommen. 
Für die Einflussnahme auf die Duchess und ihre Familie war es förderlich, wenn diese möglichst wenig Kontakt zum britischen Königshof hatte. Unter Georg IV. war dies einfach: Der König, der wenige Tage nach dem Tod seines Bruders, des Dukes of Kent, den britischen Thron bestiegen hatte, hatte der Ehe mit Victoria von Sachsen-Coburg-Saalfeld kritisch gegenübergestanden und hätte es am liebsten gesehen, wäre die Duchess mit ihrer Tochter nach Deutschland zurückgekehrt. Als Wilhelm IV. 1830 den Thron bestieg, änderte sich dies. Nun hätte er seine Nichte gerne häufiger am Hof gesehen; doch John Conroy verhinderte dies. Zu den wenigen Spielgefährtinnen der britischen Thronfolgerin gehörte John Conroys Tochter: Erzieherin der Prinzessin blieb Louise Lehzen, die wenig dazu in der Lage war, die Thronfolgerin auf ihre Rolle als zukünftige Monarchin vorzubereiten. Für die Prinzessin Victoria bedeutete John Conroys Versuch, sich über eine Einflussnahme auf sie und ihre Mutter Macht und Einfluss zu sichern, eine unglückliche und isolierte Kindheit. 1835 kam es wegen John Conroy außerdem zum Bruch mit ihrer Mutter. 
Als sich der 18. Geburtstag Victorias näherte, gab es direkte und indirekte Versuche, Victoria einer freiwilligen Regentschaft durch ihre Mutter zu unterwerfen, auch nach ihrer Volljährigkeit. So verbreitete Conroy das Gerücht, Victoria sei geistig nicht stabil genug, die Verantwortung selbst zu tragen.
Als Prinzessin Victoria 1837 als Königin Victoria den britischen Thron bestieg, erhielt John Conroy keinen offiziellen Posten am Hofe. Er blieb allerdings Mitglied des Haushalts der Duchess of Kent. Er verlor seinen Posten am Hofe der Königin und erhielt dafür eine Pension von 3000 Pfund.